# 陸琛
陆琛（540年代—580年代），字洁玉，南朝梁、南朝陈吴郡吴县（今江苏省苏州市）人，是陆琰、陆瑜的堂弟。
陆琛事奉后母以孝著称。十八岁时上《善政颂》，很有文采，以此知名，州举为秀才。起家衡阳王主簿、宣明殿学士，兼东宫管记，转任司徒左西掾。陈后主嗣位，转任给事黄门侍郎，中书舍人，参掌机密。因为泄漏禁中语，赐死。卒年四十二岁。